# Sami Leinonen
Sami Leinonen (* 30. September 1963) ist ein ehemaliger finnischer Nordischer Kombinierer, welcher zu seiner aktiven Zeit für Lahden Hiihtoseura startete.

## Karriere
In der zweiten Saison vom Weltcup der Nordischen Kombination debütierte Sami Leinonen am 2. März 1985 beim Weltcup im heimischen Lahti im Weltcup der Nordischen Kombination. Gleich in seinen ersten Weltcup-Wettbewerb belegte er den neunten Platz. Am Ende der Saison belegte er mit insgesamt acht Punkten den 29. Platz im Gesamtweltcup.
Sami Leinonen absolvierte im Weltcup 1987/88 seine beste Saison. Er qualifizierte sich für die Olympischen Winterspiele 1988 im kanadischen Calgary und durfte dort im Einzelwettbewerb für Finnland an den Start gehen. Den Wettbewerb beendete er als drittbester Finne auf den 17. Platz. Beim Mannschaftswettbewerb wurde ihm Jouko Parviainen vorgezogen. Beim Weltcup im schwedischen Falun belegte er am 12. März 1988 hinter dem Österreicher Klaus Sulzenbacher und Wassili Sawin aus der Sowjetunion den dritten Platz, was sein erster und einziger Podestplatz im Weltcup blieb. Beim Heimweltcup in Rovaniemi am 25. März 1988 verpasste er als Vierter knapp das Podium. Im Gesamtweltcup belegte er am Ende der Saison mit insgesamt 27 Punkten als bester Finne den 13. Platz.
Seine letzten Weltcup-Punkte sammelte Sami Leinonen am 17. Februar 1990 beim Weltcup im tschechoslowakischen Ort Štrbské Pleso. Durch den zwölften Platz konnte er erneut vier Weltcup-Punkte sammeln und belegte damit im Gesamtweltcup schlussendlich den 28. Platz.

## Weltcup-Statistik
| Saison  | Platz | Punkte |
| ------- | ----- | ------ |
| 1984/85 | 29    | 08     |
| 1986/87 | 35    | 04     |
| 1987/88 | 13    | 27     |
| 1988/89 | 32    | 09     |
| 1989/90 | 28    | 04     |